# Кучинский, Александр Степанович
Александр Степанович Кучинский (бел. Аляксандр Сцяпанавіч Кучынскі; род. 15 июля 1996, Плещеницы, Минская область) — белорусский футболист, защитник клуба «Нафтан».

## Карьера

### Начало карьеры
Воспитанник футбольной академии минского «Динамо». В 2013 году футболист стал выступать за дублирующий состав минского клуба. В августе 2015 года футболист на правах арендного соглашения отправился выступать в клуб «Берёза-2010». На протяжении сезона футболист оставался на скамейке запасных, сыграв свой дебютный и единственный матч 15 ноября 2015 года в рамках заключительного тура чемпионата, выйдя на замену на 87 минуте. По завершении срока арендного соглашения футболист покинул клуб, в скором времени также расставшись и с минском «Динамо». В 2018 году футболист после двухлетней паузы присоединился к клубу «Ошмяны-БГУФК». В своём следующем сезоне 2019 года футболист вместе с клубом стал серебряным призёром Второй лиги.
В начале 2020 года футболист в составе «Ошмян-БГУФК» стал готовиться к новому сезону в рамках Первой лиги. Первый матч в сезоне футболист сыграл 18 апреля 2020 года против дзержинского «Арсенала», выйдя на поле в стартовом составе. Первым в сезоне забитым голом футболист отличился 2 мая 2020 года в мачте против пинской «Волны». На протяжении сезона футболист выступал за клуб в роли одного из ключевых игроков ошмянского клуба, отличившись 3 забитыми голами и результативной передачей. По итогу сезона футболист вместе с клубом завершил чемпионат на итоговом десятом месте в турнирной таблице. По окончании сезона футболист покинул ошмянский клуб, в свою очередь который в скором времени объявил о расформировании.

### «Локомотив» Гомель
В апреле 2021 года футболист на правах свободного агента присоединился к гомельскому «Локомотиву». Дебютировал за клуб футболист 18 апреля 2021 года в матче против минских «Крумкачей», выйдя на поле в стартовом составе. В своём следующем матче 25 апреля 2021 года против дзержинского «Арсенала» футболист отличился своим дебютным забитым голом. На протяжении сезона футболист выступал за гомельский клуб в роли одного из ключевых игроков клуба, отличившись 2 забитыми голами и результативной передачей во всех турнирах. По итогу сезона футболист вместе с клубом завершили чемпионат на итоговом шестом месте.
Новый сезон футболист начал 10 апреля 2022 года в матча против «Орши», выйдя на поле в стартовом составе, также отличившись результативной передачей. В следующем матче 15 апреля 2022 года против «Сморгони» футболист отличился дублем из голевых передач. Своим первым в сезоне забитым голом за клуб футболист отличился 12 июня 2022 года в матче против «Барановичей». На протяжении сезона футболист продолжал выступать за клуб в роли одного из ключевых игроков гомельского клуба, отличившись 3 забитыми голами и 5 результативными передачами. По итогу сезона футболист вместе с клубом завершили чемпионат на итоговом шестом месте.
В декабре 2022 года футболист продлил контракт с гомельским клубом. В январе 2023 года футболист также проходил просмотр в «Ислочи». Первый матч в новом сезоне футболист сыграл 2 апреля 2023 года против «Молодечно-2018», выйдя на поле в стартовом составе. В следующем матче 8 апреля 2023 года против петриковского «Шахтёра» футболист отличился первым в сезоне забитым голом. На протяжении сезона футболист был ключевых игроком клуба, также несколько раз выйдя на поле в стартовом составе, отличившись 3 забитыми голами во всех турнирах. По итогу сезона футболист вместе с клубом завершили чемпионат на итоговом четвёртом месте. В декабре 2023 года футболист покинул гомельский клуб.

### «Нафтан»
В январе 2024 года футболист проходил просмотр в мозырской «Славии». В феврале 2024 года футболист присоединился к новополоцкому «Нафтану». Дебютировал за клуб футболист 16 марта 2024 года в матче против гродненского «Немана», выйдя на поле в стартовом составе.